# باشگاه فوتبال استقلال تهران در فصل ۸۸–۱۳۸۷
باشگاه فوتبال استقلال تهران در فصل ۸۸–۱۳۸۷ شصت‌ و سومین سال فعالیت باشگاه فوتبال استقلال در مسابقات فوتبال ایران و هشتمین حضور متوالی این تیم در لیگ برتر فوتبال ایران بود. استقلال در این فصل در سه جام؛ لیگ برتر ۸۸–۱۳۸۷، جام حذفی ۸۸–۱۳۸۷ و لیگ قهرمانان آسیا ۲۰۰۹ شرکت کرد. سوپرجام ایران ۱۳۸۷ به دلیل عدم حضور تیم پرسپولیس برگزار نشد.

## نقل و انتقالات

### خرید
| بازیکنان پیوسته به استقلال در فصل ۸۸–۱۳۸۷ | بازیکنان پیوسته به استقلال در فصل ۸۸–۱۳۸۷ | بازیکنان پیوسته به استقلال در فصل ۸۸–۱۳۸۷ | بازیکنان پیوسته به استقلال در فصل ۸۸–۱۳۸۷ | بازیکنان پیوسته به استقلال در فصل ۸۸–۱۳۸۷ | بازیکنان پیوسته به استقلال در فصل ۸۸–۱۳۸۷ | بازیکنان پیوسته به استقلال در فصل ۸۸–۱۳۸۷ | بازیکنان پیوسته به استقلال در فصل ۸۸–۱۳۸۷ |
| پست                                       | اسم                                       | سن                                        | باشگاه قبلی                               | لیگ                                       | قیمت                                      | فصل خرید                                  | توضیحات                                   |
| ----------------------------------------- | ----------------------------------------- | ----------------------------------------- | ----------------------------------------- | ----------------------------------------- | ----------------------------------------- | ----------------------------------------- | ----------------------------------------- |
| هافبک                                     | حسین کاظمی                                | ۲۹                                        | سپاهان                                    | جام خلیج فارس                             |                                           | تابستانی                                  |                                           |
| مدافع                                     | هادی شکوری                                | ۲۶                                        | ذوب‌آهن                                    | جام خلیج فارس                             |                                           | تابستانی                                  |                                           |
| مهاجم                                     | سیاوش اکبرپور                             | ۲۳                                        | الظفره                                    | لیگ فوتبال امارت                          |                                           | تابستانی                                  |                                           |
| مدافع                                     | ابراهیم تقی‌پور                            | ۳۱                                        | پگاه                                      | جام خلیج فارس                             |                                           | تابستانی                                  |                                           |
| هافبک                                     | یدالله اکبری                              | ۳۴                                        | پاس                                       | جام خلیج فارس                             |                                           | تابستانی                                  |                                           |
| مهاجم                                     | علی‌رضا عباسفرد                            | ۲۶                                        | صبا                                       | جام خلیج فارس                             |                                           | تابستانی                                  |                                           |
| هافبک                                     | هاشم بیک‌زاده                              | ۲۴                                        | مقاومت سپاسی                              | جام خلیج فارس                             |                                           | تابستانی                                  |                                           |
| هافبک                                     | فابیو جانواریو                            | ۲۸                                        | فولاد                                     | جام آزادگان                               |                                           | تابستانی                                  |                                           |
| مدافع                                     | خسرو حیدری                                | ۲۴                                        | پاس                                       | جام خلیج فارس                             |                                           | تابستانی                                  |                                           |
| هافبک                                     | رینالدو کروزادو                           | ۲۴                                        | اسپرتینگ کریستال                          | لیگ پرو                                   |                                           | زمستانی                                   |                                           |

### بازیکنان جدا شده
| بازیکنان جدا شده از استقلال در فصل ۸۸–۱۳۸۷ | بازیکنان جدا شده از استقلال در فصل ۸۸–۱۳۸۷ | بازیکنان جدا شده از استقلال در فصل ۸۸–۱۳۸۷ | بازیکنان جدا شده از استقلال در فصل ۸۸–۱۳۸۷ | بازیکنان جدا شده از استقلال در فصل ۸۸–۱۳۸۷ | بازیکنان جدا شده از استقلال در فصل ۸۸–۱۳۸۷ | بازیکنان جدا شده از استقلال در فصل ۸۸–۱۳۸۷ | بازیکنان جدا شده از استقلال در فصل ۸۸–۱۳۸۷ |
| پست                                        | اسم                                        | سن                                         | باشگاه پسین                                | لیگ                                        | قیمت                                       | فصل فروش                                   | منبع                                       |
| ------------------------------------------ | ------------------------------------------ | ------------------------------------------ | ------------------------------------------ | ------------------------------------------ | ------------------------------------------ | ------------------------------------------ | ------------------------------------------ |
| هافبک                                      | علی‌رضا منصوریان                            | ۳۶                                         | خداحافظی از فوتبال                         |                                            |                                            | تابستانی                                   |                                            |
| مدافع                                      | امیرحسین صادقی                             | ۲۶                                         | مس کرمان                                   |                                            |                                            | تابستانی                                   |                                            |
| مدافع                                      | سعید لطفی                                  | ۲۷                                         | پیکان قزوین                                |                                            |                                            | تابستانی                                   |                                            |
| هافبک                                      | محمد نوازی                                 | ۳۳                                         | صنایع اراک                                 |                                            |                                            | تابستانی                                   |                                            |
| مهاجم                                      | محسن بیاتی‌نیا                              | ۲۸                                         | صبای قم                                    |                                            |                                            | تابستانی                                   |                                            |
| هافبک                                      | محسن یوسفی                                 | ؟                                          | صبای قم                                    |                                            |                                            | تابستانی                                   |                                            |
| مدافع                                      | حسین کوشکی                                 | ؟                                          | پیام مشهد                                  |                                            |                                            | تابستانی                                   |                                            |
| مهاجم                                      | حمید شفیعی                                 | ۲۷                                         | ابومسلم                                    |                                            |                                            | تابستانی                                   |                                            |
| هافبک                                      | حسین قنبری                                 | ۲۰                                         | پاس همدان                                  |                                            |                                            | تابستانی                                   |                                            |

## اعضای باشگاه
| پرسنل          | پرسنل            |
| سمت            | اسم              |
| -------------- | ---------------- |
| سرمربی         | امیر قلعه‌نویی    |
| مربی           | عبدالصمد مرفاوی  |
| مربی           | محمود فکری       |
| مربی           | امید طیری        |
| مربی بدنساز    | منوچهر بهمنی     |
| مربی دروازه‌بان | حمید بابازاده    |
| سرپرست         | علی نظری جویباری |
| پزشک تیم       | امین نوروزی      |
| تدارکات تیم    | مدد جباری        |

| پرسنل                  | پرسنل                             |
| ---------------------- | --------------------------------- |
| امیر رضا واعظی آشتیانی | مدیر عامل                         |
| علی نظری جویباری       | سرپرست                            |
| علی‌رضا منصوریان        | رئیس آکادمی فوتبال                |
| محمد نوری‌فر            | رئیس کمیته روابط عمومی            |
| علی انصاری             | رئیس کمیته امور مالی              |
| امیر حسین فتحی         | رئیس کمیته بین‌الملل و حقوقی       |
| محمدسعید نفریه         | رئیس کمیته عمران                  |
| علی امیری              | رئیس کمیته اداری، پشتیبانی و مالی |

| هیئت مدیره             | هیئت مدیره |
| عضو                    | سمت        |
| ---------------------- | ---------- |
| خسرو دانشجو            |            |
| امیر رضا واعظی آشتیانی |            |
| علی انصاری             |            |
| امیدوار رضایی          |            |
| محمدسعید نفریه         |            |

| پشتیبانان مالی | پشتیبانان مالی        |
| -------------- | --------------------- |
| پشتیبان مالی   | بازار مبل ایران       |
| پشتیبان مالی   | بازار موبایل ایران    |
| پشتیبان مالی   | شرکت الکتروموتور بلال |
| پشتیبان مالی   | سایپا مینیاتور        |
| پشتیبان مالی   | شرکت آب معدنی دماوند  |

## پیش‌فصل و دوستانه
| ۲۸ تیر ۱۳۸۷ دوستانه ۱ | کابالا اسپور | ۰ – ۱ | استقلال تهران      | استانبول، ترکیه            |
|                       |              | گزارش | اکبری ۳۰' (پنالتی) | ورزشگاه: زمین کمپ پارک سبز |

| ۱ مرداد ۱۳۸۷ دوستانه ۲ | قبض اسپور | ۱ – ۲ | استقلال تهران                    | استانبول، ترکیه            |
|                        | ؟ ۷۵'     | گزارش | حیدری ۳۰' · علیزاده ۸۰' (پنالتی) | ورزشگاه: زمین کمپ پارک سبز |

| ۷ مرداد ۱۳۸۷ دوستانه ۳ | استقلال تهران | ۱ – ۰ | برق شیراز | تهران                        |
|                        | خذیراوی ۹۰'   | گزارش |           | ورزشگاه: زمین شماره دو آزادی |

## مرور فصل

### سوپر جام ایران
این دیدار قرار بود در تاریخ هشتم شهریور به عنوان سومین سری از مسابقات سوپر جام فوتبال ایران بین دو تیم پرسپولیس قهرمان هفتمین دوره لیگ برتر و استقلال قهرمان بیست و یکمین دوره جام حذفی برگزار شود که به دلیل در پیش بودن اردوی تیم پرسپولیس و درخواست این تیم از مسئولین سازمان لیگ و نزدیکی شروع مسابقات لیگ برتر نهم به دستور عزیز محمدی ریس سازمان لیگ لغو شد.

### لیگ برتر
تیم استقلال فصل پرفراز و نشیبی را در این دوره از لیگ تجربه کرد. استقلال با مربی‌گری امیر قلعه‌نویی فصل را بسیار بد شروع کرد و در ۵ امین بازی خود با قبول ۳ شکست و یک تساوی و یک برد تا رتبه ۱۷ام در جدول رده‌بند لیگ نزول کرد در همین هنگام تغییراتی در مدیریت باشگاه صورت گرفت و 	امیررضا واعظی آشتیانی به جای علی فتح‌الله‌زاده مدیرعامل باشگاه گردید و پس از آن استقلال با برتری ۶-۰ در برابر استقلال اهواز صعود در جدول را آغاز کرد و در هفته ۱۸ام صدرنشینی ۱۴ هفته‌ای‌اش در جدول و همچنین رقابت با ذوب‌آهن برای قهرمانی را آغاز نمود.
اما بعد از تساوی استقلال با پرسپولیس در دربی ۶۶ام استقلال از روزهای اوجش کمی فاصله گرفت و برتری ۶ امتیازی استقلال با ذوب‌آهن در هفته‌های پایانی لیگ کمتر شد تا اینکه استقلال در هفتهٔ ۳۲ام و تساوی دربرابر فولاد از صدر جدول یک پله پایین آمد و شانس قهرمانی استقلال کاهش پیدا کرد.
اما در هفته پایانی لیگ درحالی که تیم ذوب‌آهن با اختلاف ۳ امتیازی خود تنها نیاز به یک تساوی برای قهرمانی داشت با قبول شکست در برابر فولاد خوزستان و برتری استقلال در برابر پیام، استقلال قهرمان این دوره از لیگ شد.
استقلال در این فصل علاوه بر قهرمانی با زدن ۷۰ گل رکورد گل زده در تاریخ لیگ ایران را شکست و بعد بارسلونا رکورد دومین خط حمله‌ی برتر دنیا را کسب کرد و همچنین خط دفاع استقلال نیز با ۳۴ گل خورده به همراه سپاهان بهترین خط دفاع لیگ شدند و آرش برهانی نیز با زدن ۲۱ گل لقب آقای گلی این فصل را کسب نمود. طبق اعلام فدراسیون جهانی تاریخ و آمار فوتبال آرش برهانی در پایان این فصل در رده ۲۵ بهترین گلزنان سال جهان قرار گرفت.

### جام حذفی
استقلال در جام حذفی این دوره از مسابقات در بازی اول به مصاف تیم داماش گیلان رفت و با یک برد پر گل و زدن هشت گل از سد این تیم گذشت. آرش برهانی با زدن ۵ گل در این دیدار رسمی به رکورد ۵ گل علی جباری در سال ۱۳۴۹ رسید در تاریخ باشگاه فقط این دو بازیکن موفق به زدن پنج گل در یک دیدار رسمی شده‌اند. داماش به دلیل مشکلات درون باشگاهی در این بازی با تیم دومش حاضر شده بود.
استقلال که قهرمان لیگ برتر شده بود در مرحله دوم جام حذفی به مصاف تیم مس رفسنجان رفت و در ضربات پنالتی مغلوب این تیم شد و از دو مسابقات حذفی کنار رفت. قهرمانی در لیگ برتر باعث شد که استقلال با تیم دوم به مصاف مس رفسنجان برود و نبود انگیزه لازم از دلایل اصلی حذف استقلال بود.

### لیگ قهرمانان آسیا
استقلال پس از پنج فصل دوری از لیگ قهرمانان در این فصل موفق به حضور در این مسابقات شد. استقلال در این فصل از بازیها با تیمهای الاتحاد، الجزیره و ام صلال همگروه بود. استقلال این فصل از لیگ قهرمانان را با بازی برابر الاتحاد در عربستان آغاز کرد که با شکست ۲ بر ۱ آبی‌شان همراه شد. استقلال در بازی دوم و در ورزشگاه آزادی تهران برابر الجزیره با حساب یک بر یک متوقف شد و بازی سوم را نیز به تیم ام صلال واگذار کرد. در دور برگشت بازیها استقلال هر سه بازی را با تساوی به پایان رساند و در پایان مرحله گروهی با کسب چهار امتیاز و بدون کسب حتی یک برد تیم چهارم گروه سوم بازیها شد و از صعود به مرحله بعدی باز ماند.

## مسابقات

### لیگ برتر
| ۱۵ مرداد ۱۳۸۷ ۱ | استقلال تهران             | ۲ – ۰ | ابومسلم مشهد | تهران                                      |
| ۱۹:۱۵           | جباری ۵۷' · امیرآبادی ۶۷' | گزارش |              | ورزشگاه: آزادی تهران داور: خداداد افشاریان |

| ۱۹ مرداد ۱۳۸۷ ۲ | پگاه گیلان                         | ۱ – ۰ | استقلال تهران | رشت                                          |
| ۱۷:۱۵           | آدریانو آلوز ۷۵' · یوسفی · فراهانی | گزارش | علیزاده '۶۳   | ورزشگاه: سردار جنگل رشت داور: رحیم رحیمی‌مقدم |

| ۲۷ مرداد ۱۳۸۷ ۳ | استقلال تهران               | ۱ – ۱ | سپاهان اصفهان                      | تهران                                                 |
| ۱۹:۱۵           | قربانی ۷۳' · کاظمی · پولادی | گزارش | جعفرپور ۲۴' · بنگر · حاج‌صفی · رضا  | ورزشگاه: آزادی تهران تماشاگران: ۴۵۰۰۰ داور: محسن ترکی |

| ۳ شهریور ۱۳۸۷ ۴ | مس کرمان                                | ۱ – ۰ | استقلال تهران     | کرمان                                   |
| ۱۶:۵۵           | حسین‌خانی ۳۰' · رحمتی · ادینهو · نویدکیا | گزارش | عباسفرد '۸۳ مجیدی | ورزشگاه: باهنر کرمان داور: هدایت ممبینی |

| ۵ | استقلال تهران | v | برق شیراز | تهران                |
|   |               |   |           | ورزشگاه: آزادی تهران |

| ۲۲ شهریور ۱۳۸۷ ۶                                           | صبای قم                                                    | ۳ – ۱ | استقلال تهران        | قم                                            |
| ۲۰:۳۰                                                      | رضایی ۴' · کلاه‌کج ۷۱' · فضلی ۳+۹۰' · فشنگچی · فضلی · تولیا | گزارش | اکبرپور ۵۶' · منتظری | ورزشگاه: یادگار امام قم داور: خداداد افشاریان |
| یادداشت: صمد مرفاوی کمک مربی استقلال از کنار زمین اخراج شد |                                                            |       |                      |                                               |

| ۲۸ شهریور ۱۳۸۷ ۷ | استقلال تهران                                                 | ۶ – ۰ | استقلال اهواز | تهران                                                       |
| ۲۱:۳۰            | برهانی ۲۱'، ۶۸' · قربانی ۳۵' · بیک‌زاده ۵۰' · مجیدی ۷۳'، ۹۰' · | گزارش | وزیری         | ورزشگاه: آزادی تهران تماشاگران: ۲۵۰۰۰ داور: شاهین حاج‌بابایی |

| ۶ مهر ۱۳۸۷ ۸ | استقلال تهران                                                      | ۲ – ۱ | راه‌آهن تهران      | تهران                                                    |
| ۲۰:۰۰        | برهانی ۳۵' · قربانی ۳۹' · بیک‌زاده '۴۱ · جانواریو '۶۸ · اکبرپور '۹۰ | گزارش | دهقان · زارعی ۲۹' | ورزشگاه: آزادی تهران تماشاگران: ۴۰۰۰۰ داور: علیرضا فغانی |

| ۱۲ مهر ۱۳۸۷ ۹ (دربی ۶۶) | پیروزی تهران                                  | ۱ – ۱ | استقلال تهران  | تهران                                                 |
| ۱۵:۰۰                   | کریمی ۸۷' · محمد '۳۵ · پتروویچ '۷۵ · زارع '۸۴ | گزارش | برهانی ۴۶' '۲۷ | ورزشگاه: آزادی تهران تماشاگران: ۹۰۰۰۰ داور: سعید کمیل |

| ۱۶ مهر ۱۳۸۷ ۱۰ | استقلال تهران                                                        | ۵ – ۲ | مقاومت سپاسی شیراز             | تهران                                                      |
| ۱۵:۴۵          | برهانی ۱۱' · جباری '۱۶ · حیدری ۳۳' · اکبرپور ۶۳'، ۶۹' · جانواریو ۷۵' | گزارش | خالقی‌فر ۹' · گودرزی ۱۸' · صبری | ورزشگاه: آزادی تهران تماشاگران: ۱۵۰۰۰ داور: رحیم رحیمی‌مقدم |

| ۲۶ مهر ۱۳۸۷ ۵                                     | استقلال تهران                                             | ۱ – ۱ | برق شیراز   | تهران                                                   |
| ۱۶:۴۵                                             | زارع ۱۶' (گل‌به‌خودی) · قربانی '۲۷ · اکبری ۷۸ · مجیدی '۲+۹۰ | گزارش | کریمیان ۱۸' | ورزشگاه: آزادی تهران تماشاگران: ۵۰۰۰۰ داور: محمود رفیعی |
| یادداشت: خطای پنالتی بر روی فرهاد مجیدی اعلام شد. |                                                           |       |             |                                                         |

| ۳۰ مهر ۱۳۸۷ ۱۱ | پاس همدان                                                      | ۲ – ۴ | استقلال تهران                                                       | همدان                              |
| ۱۵:۰۰          | غلامی ۴۸' · عمران‌زاده ۴+۹۰' · مامانی · نظری · کردجهان · ادیشون | گزارش | علیزاده ۲۹' · کاظمی '۵۳ · جباری ۷۲'، ۷۳' · حیدری '۸۶ · برهانی ۲+۹۰' | ورزشگاه: قدس همدان داور: محسن ترکی |

| ۶ آبان ۱۳۸۷ ۱۲ | استقلال تهران                                                  | ۳ – ۲ | پیکان قزوین                                                    | تهران                                                      |
| ۱۶:۳۵ | برهانی ۳۳' (پنالتی)، ۳۷'، ۴۲' · اکبری '۴۳ '۵۳ · جانواریو '۲+۹۰ | گزارش | طهماسبی ۲۲ · لطفی ۲۳' · حیدری ۸۰' · امیری · معمار · پوراسداله  | ورزشگاه: آزادی تهران تماشاگران: ۳۰۰۰۰ داور: سعید مظفری‌زاده |
| یادداشت: وحید طالب‌لو در دقیقه ۲۲ ضربه پنالتی محمدرضا طهماسبی را مهار کرد. خطای پنالتی بر روی خسرو حیدری اعلام شد. |                                                                |       |                                                                |                                                            |

| ۱۰ آبان ۱۳۸۷ ۱۳ | ذوب‌آهن اصفهان         | ۰ – ۲ | استقلال تهران | تهران                                   |
| ۱۶:۳۰           | کاظمی ۷۷' · جباری ۸۴' | گزارش |               | ورزشگاه: آزادی تهران داور: محسن قهرمانی |

| ۱۶ آبان ۱۳۸۷ ۱۴                             | ملوان انزلی                                                 | ۲ – ۲ | استقلال تهران                                                                     | انزلی                                                  |
| ۱۴:۱۵                                       | رافخایی ۲۸' (پنالتی) · نزهتی ۷۷' · علیرضا رمضانی · پورغلامی | گزارش | علیزاده '۱۸ · شکوری '۲۶ · اکبرپور ۳۳' · کاظمی '۳۴ · عباسفرد ۳+۹۰' · عباسفرد '۳+۹۰ | ورزشگاه: تختی انزلی تماشاگران: ۱۰۰۰۰ داور: مسعود مرادی |
| یادداشت: خطای پنالتی توسط هادی شکوری رخ داد |                                                             |       |                                                                                   |                                                        |

| ۱ آذر ۱۳۸۷ ۱۵                                              | استقلال تهران | ۰ – ۱ | فولاد خوزستان                                       | تهران                                      |
| ۱۵:۰۰                                                      |               | گزارش | فیض‌الهی ۶' · آل‌نعمه · کارلوس آلبرتو · داسیلوا '۳+۹۰ | ورزشگاه: آزادی تهران داور: یدالله جهانیازی |
| یادداشت: صمد مرفاوی کمک مربی استقلال از کنار زمین اخراج شد |               |       |                                                     |                                            |

| ۹ آذر ۱۳۸۷ ۱۶ | سایپا تهران | ۰ – ۲ | استقلال تهران                         | تهران                                   |
| ۱۵:۰۰         |             | گزارش | قربانی ۶۶' · برهانی ۶۸' · اکبرپور '۶۴ | ورزشگاه: آزادی تهران داور: هدایت ممبینی |

| ۱۳ آذر ۱۳۸۷ ۱۷                                                         | استقلال تهران                                                             | ۵ – ۰ | پیام مشهد                                 | تهران                                    |
| ۱۵:۰۰                                                                  | اکبرپور ۳۹'، ۴۴'، ۷۷' · برهانی ۶۷'، ۸۵' (پنالتی) · برهانی '۴۰ · برهانی ۶۵ | گزارش | هاشمی‌نسب · رجب‌زاده · سلطانی · هاشمی‌نسب ۷۲ | ورزشگاه: آزادی تهران داور: سعید بخشی‌زاده |
| یادداشت: وحید طالب‌لو در دقیقه ۷۲ ضربه پنالتی مهدی هاشمی‌نسب را مهار کرد |                                                                           |       |                                           |                                          |

| ۱۷ آذر ۱۳۸۷ ۱۸ | ابومسلم مشهد | ۰ – ۲ | استقلال تهران                                       | تهران                                   |
| ۱۴:۰۰          | عسگری حقدوست | گزارش | امیرآبادی ۱۳' '۹۰ · اکبرپور ۱+۹۰' '۴۰ · علیزاده '۴۹ | ورزشگاه: ثامن مشهد داور: سعید مظفری‌زاده |

| ۲۲ آذر ۱۳۸۷ ۱۹ | استقلال تهران                                              | ۴ – ۲ | داماش گیلان                                           | تهران                                  |
| ۱۵:۰۰          | نوری ۲۵' · قربانی ۴۳' · حیدری '۵۱ · کاظمی ۷۴' · برهانی ۷۵' | گزارش | آدریانو آلوز ۱۴' · مهدوی ۶۹' · حاجتی · مختاری · یوسفی | ورزشگاه: آزادی تهران داور: تورج حق‌وردی |

| ۱۰ دی ۱۳۸۷ ۲۰ | سپاهان اصفهان                                                                  | ۲ – ۱ | استقلال تهران | اصفهان                                        |
| ۱۳:۳۰         | نویدکیا ۱۰' · علیزاده ۲۶' (گل‌به‌خودی) · جعفرپور '۸۱ · حاج‌صفی · رضا · آرماندو سا | گزارش | برهانی ۷۴'    | ورزشگاه: فولادشهر اصفهان داور: رحیم رحیمی‌مقدم |

| ۱۴ دی ۱۳۸۷ ۲۱ | استقلال تهران              | ۲ – ۱ | مس کرمان                                             | تهران                                                      |
| ۱۵:۳۰         | کاظمی ۵۴' · برهانی ۹۰' '۸۷ | گزارش | ادینهو ۶۸' · امیدیان · حمودی · غنی‌زاده · صادقی '۲+۹۰ | ورزشگاه: آزادی تهران تماشاگران: ۸۰۰۰ داور: یدالله جهانبازی |

| ۲۸ دی ۱۳۸۷ ۲۲ | برق شیراز                     | ۱ – ۴ | استقلال تهران                                                                         | شیراز                                    |
| ۱۴:۱۵         | زارع ۴۵' (پنالتی) · عابدی‌نژاد | گزارش | برهانی '۱۴ · کاظمی ۲۸'، ۵۴' · شکوری '۳۹ · جانواریو ۴۷' '۶۹ · اکبرپور ۵۶' · علیزاده '؟ | ورزشگاه: حافظیه شیراز داور: محسن قهرمانی |

| ۴ بهمن ۱۳۸۷ ۲۳ | استقلال تهران                          | ۲ – ۱ | صبای قم            | تهران                                 |
| ۱۵:۱۵          | عباسفرد ۳۷' · جانواریو '۴۵ · مجیدی ۴۶' | گزارش | حقی‌پور ۸۱' · یوسفی | ورزشگاه: آزادی تهران داور: احمد صالحی |

| ۱۲ بهمن ۱۳۸۷ ۲۴                                                        | استقلال اهواز                             | ۰ – ۳ | استقلال تهران                                     | اهواز                                 |
| ۱۳:۳۰                                                                  | ماهینی ۱+۴۵ · انصاریان · آقامحمدی · رسولی | گزارش | اکبرپور ۲' · عباسفرد ۳۲' · مجیدی '۳۶ · برهانی ۸۴' | ورزشگاه: تختی اهواز داور: مسعود مرادی |
| یادداشت: وحید طالب‌لو در دقیقه ۱+۴۵ ضربه پنالتی حسین ماهینی را مهار کرد |                                           |       |                                                   |                                       |

| ۱۶ بهمن ۱۳۸۷ ۲۵                                                                                                  | راه‌آهن تهران                                   | ۱ – ۵ | استقلال تهران                                                                        | تهران                                      |
| ۱۵:۴۵ | زارعی ۲۱' · انتظاری · حقی · تارتار · زارعی '۶۱ | گزارش | کاظمی ۱۱' '۷۰ · برهانی ۳۲ · برهانی ۳۲'، ۸۸' · جباری ۵۰' · اکبرپور ۵۶' · جانواریو '۷۲ | ورزشگاه: آزادی تهران داور: یدالله جهانبازی |
| یادداشت: ضربه پنالتی آرش برهانی در دقیقه ۳۲ توسط دروازه‌بان راه‌آهن مهار شد ولی برهانی در برگشت همین توپ را گل کرد |                                                |       |                                                                                      |                                            |

| ۲۵ بهمن ۱۳۸۷ ۲۶ (دربی ۶۷) | استقلال تهران                                 | ۱ – ۱ | پیروزی تهران                                              | تهران                                |
| ۱۴:۰۰                     | امیرآبادی '۵۱ · جباری ۵۹' · مجیدی · حیدری '۶۱ | گزارش | زارع ۳+۹۰' · رضایی · پترویچ · کریمی · واحدی‌نیکبخت · حقیقی | ورزشگاه: آزادی تهران داور: محسن ترکی |

| ۳۰ بهمن ۱۳۸۷ ۲۷ | مقاومت سپاسی شیراز                                                 | ۴ – ۱ | استقلال تهران                       | شیراز                                    |
| ۱۴:۰۰           | صبری ۳۰' · ایران‌پوریان ۳۵' · متوسل‌زاده ۶۶' · ممبینی ۲+۹۰' · گودرزی | گزارش | کوشکی '۱۰ · عباسفرد ۷۱' · جباری '۸۳ | ورزشگاه: حافظیه شیراز داور: هدایت ممبینی |

| ۴ اسفند ۱۳۸۷ ۲۸ | استقلال تهران                             | ۱ – ۰ | پاس همدان | تهران                                   |
| ۱۶:۰۰           | اکبرپور ۲۲' · کوشکی · حیدری · مجیدی '۲+۹۰ | گزارش |           | ورزشگاه: آزادی تهران داور: علیرضا فغانی |

| ۱۰ اسفند ۱۳۸۷ ۲۹ | پیکان قزوین                                          | ۱ – ۱ | استقلال تهران         | قزوین                                      |
| ۱۴:۰۰            | عزیزمحمدی ۳۵' · پوراسدالله · طهماسبی · لطفی · رضاپور | گزارش | جباری ۶۶' · امیرآبادی | ورزشگاه: رجائی قزوین داور: یدالله جهانبازی |

| ۱۴ اسفند ۱۳۸۷ ۳۰ | ذوب‌آهن اصفهان                                   | ۱ – ۱ | استقلال تهران                                                                                     | تهران                                    |
| ۱۵:۱۵            | کاسترو ۱۰' · اشجاری · خلعتبری · صلصالی · منصوری | گزارش | جباری ۵۶' (پنالتی) · اکبرپور '۷۱ · قربانی '۷۴ · نامداری '۸۲ (نامداری از روی نیمکت ذخیره اخراج شد) | ورزشگاه: فولادشهر اصفهان داور: محسن ترکی |

| ۱۴ فروردین ۱۳۸۸ ۳۱ | استقلال تهران                             | ۳ – ۰ | ملوان انزلی تهران | تهران                                     |
| ۱۷:۴۵              | برهانی ۳۱'، ۳۶' · جانواریو ۸۰' · روانخواه | گزارش | نزهتی تامینی      | ورزشگاه: آزادی تهران داور: سعید مظفری‌زاده |

| ۲۳ فروردین ۱۳۸۸ ۳۲ | فولاد خوزستان | ۰ – ۰ | استقلال تهران        | اهواز                                 |
| ۱۸:۰۰              | سرلک          | گزارش | اکبرپور جباری قربانی | ورزشگاه: تختی اهواز داور: مسعود مرادی |

| ۲۷ فروردین ۱۳۸۸ ۳۳ | استقلال تهران                  | ۱ – ۱ | سایپا تهران                                    | تهران                                   |
| ۱۷:۱۵              | برهانی ۸۸' (پنالتی) · جانواریو | گزارش | ترائوره · صادقی · آشتیانی · بیگی · برجلو ۲+۹۰' | ورزشگاه: آزادی تهران داور: محسن قهرمانی |

| ۶ اردیبهشت ۱۳۸۸ ۳۴ | پیام مشهد                                                 | ۰ – ۱ | استقلال تهران                                                                 | مشهد                                  |
| ۱۷:۱۵              | برگی‌زر '۸۹ · آرفی '۱+۹۰ · مطوری · زاهدی · حقیقی · ماکسیمو | گزارش | جانواریو ۴۱' · برهانی ۸۵ · تقی‌پور '۱+۹۰ · قربانی · روانخواه · کاظمی · علیزاده | ورزشگاه: ثامن مشهد داور: علیرضا فغانی |

#### جایگاه در جدول
| رتبه | تیم      | بازی | برد | مساوی | باخت | گل زده | گل خورده | گل تفاضل | امتیاز | صعود یا سقوط                                |
| ---- | -------- | ---- | --- | ----- | ---- | ------ | -------- | -------- | ------ | ------------------------------------------- |
| ۱    | استقلال  | ۳۴   | ۱۹  | ۹     | ۶    | ۷۰     | ۳۴       | ۳۶+      | ۶۶     | صعود به مرحله گروهی لیگ قهرمانان آسیا ۲۰۱۰  |
| ۲    | ذوب‌آهن   | ۳۴   | ۱۹  | ۹     | ۶    | ۵۸     | ۴۲       | ۱۶+      | ۶۶     | صعود به مرحله گروهی لیگ قهرمانان آسیا ۲۰۱۰  |
| ۳    | مس       | ۳۴   | ۱۷  | ۱۰    | ۷    | ۵۴     | ۳۶       | ۱۸+      | ۶۱     | صعود به مرحله گروهی لیگ قهرمانان آسیا ۲۰۱۰  |
| ۴    | سپاهان   | ۳۴   | ۱۴  | ۱۴    | ۶    | ۴۶     | ۳۴       | ۱۲+      | ۵۶     | صعود به مرحله گروهی لیگ قهرمانان آسیا ۲۰۱۰۱ |
| ۵    | پرسپولیس | ۳۴   | ۱۵  | ۱۰    | ۹    | ۵۰     | ۴۱       | ۹+       | ۵۵     |                                             |

#### روند هفته به هفته
| هفته  | ۱ | ۲ | ۳ | ۴  | ۵ | ۶  | ۷ | ۸ | ۹ | ۱۰ | ۱۱ | ۱۲ | ۱۳ | ۱۴ | ۱۵ | ۱۶ | ۱۷ | ۱۸ | ۱۹ | ۲۰ | ۲۱ | ۲۲ | ۲۳ | ۲۴ | ۲۵ | ۲۶ | ۲۷ | ۲۸ | ۲۹ | ۳۰ | ۳۱ | ۳۲ | ۳۳ | ۳۴ |
| ----- | - | - | - | -- | - | -- | - | - | - | -- | -- | -- | -- | -- | -- | -- | -- | -- | -- | -- | -- | -- | -- | -- | -- | -- | -- | -- | -- | -- | -- | -- | -- | -- |
| زمین  | خ | م | خ | م  | خ | م  | خ | خ | م | خ  | م  | خ  | خ  | م  | خ  | م  | خ  | م  | خ  | م  | خ  | م  | خ  | م  | م  | خ  | م  | خ  | م  | م  | خ  | م  | خ  | م  |
| نتیجه | پ | ش | ت | ش  | ت | ش  | پ | پ | ت | پ  | پ  | پ  | پ  | ت  | ش  | پ  | پ  | پ  | پ  | ش  | پ  | پ  | پ  | پ  | پ  | ت  | ش  | پ  | ت  | ت  | پ  | ت  | ت  | پ  |
| وضعیت | ۱ | ۷ | ۶ | ۱۲ | ۵ | ۱۷ | ۸ | ۶ | ۷ | ۶  | ۴  | ۳  | ۳  | ۳  | ۳  | ۳  | ۲  | ۱  | ۱  | ۱  | ۱  | ۱  | ۱  | ۱  | ۱  | ۱  | ۱  | ۱  | ۱  | ۱  | ۱  | ۲  | ۲  | ۱  |

آخرین بروزرسانی: پایان فصل.
منبع: Ipl (به انگلیسی)

زمین: م = مهمان، خ = خانه. نتیجه: ت = تساوی، ش = شکست، پ = پیروزی.

### جام حذفی
| ۵ آذر ۱۳۸۷ 1/32 نهایی | استقلال تهران | ۸ – ۱ | داماش گیلان           | تهران                                   |
| ۱۴:۱۵                 | برهانی ۱۸'، ۴۳' (پنالتی)، ۶۶'، ۶۹'، ۸۹' · خذیراوی ۶۱' (پنالتی) · برهانی '۶۵ · امیرآبادی ۸۰' · مجیدی ۳+۹۰' · جانورایو '؟ | گزارش | سهرابی ۸۶' · حاجتی '؟ | ورزشگاه: آزادی تهران داور: علیرضا فغانی |

| ۱۰ اردیبهشت ۱۳۸۸ 1/16 نهایی              | مس رفسنجان                              | ۲ – ۲ (۵ – ۴ پنالتی)                      | استقلال تهران                                                                 | رفسنجان                                  |
| ۱۵:۰۰                                    | محمدی ۱۷' · داوودی ۳۷' · دهنوی · سیروجی |                                           | نوری ۲۶' · علیزاده '۲۸ ۲۸' · کاظمی '۶۱ · پولادی --- مجیدی · اکبری --- علیزاده | ورزشگاه: شهدای نوش‌آباد داور: تورج حق‌وردی |
|                                          | ضربات پنالتی                            |                                           |                                                                               |                                          |
| محمدی · داوودی · دهنوی · عزیزی · دشتی‌پور |                                         | بیک‌زاده · کاظمی · منیعی · علیزاده · اکبری |                                                                               |                                          |

### لیگ قهرمانان آسیا
| ۲۱ اسفند ۱۳۸۷ ۱ | الاتحاد                                                | ۲ – ۱ | استقلال                             | جده، عربستان                                                  |
| ۲۱:۰۰           | متعب ۸۷' · هشام ابوچرانه ۹۰+۴' · حدید '۴۵ · الصقری '۵۲ | گزارش | برهانی ۷۷' · طالب‌لو '۷۴ · کاظمی '۹۰ | ورزشگاه: امیر عبداله فیصل تماشاگران: ۱۹٬۰۰۰ داور: ماساکی توما |

| ۲۸ اسفند ۱۳۸۷ ۲ | استقلال                                | ۱ – ۱ | الجزیره                                          | تهران، ایران                                               |
| ۱۵:۰۰ | جانواریو '۳۵ · کاظمی ۳+۴۵' · برهانی ۶۳ | گزارش | بایانو ۱۰' '۴۳ · خاطر '۱۶ · صالح عبداله عبید '۳۴ | ورزشگاه: آزادی تهران تماشاگران: ۴۰٬۰۰۰ داور: روشن ایرماتوف |
| یادداشت: برهانی در بار اول پنالتی را گل کرد ولی داور به دلیل مکث طولانی دستور به تکرار پنالتی داد که در بار دوم دروازه‌بان حریف ضربه برهانی را مهار کرد |                                        |       |                                                  |                                                            |

| ۱۸ فروردین ۱۳۸۸ ۳ | ام صلال                                                 | ۱ – ۰ | استقلال   | دوحه، قطر                                                 |
| ۲۰:۳۰             | فابیو سزار ۶۷' · حبیل '۳ · ابراهیم نادیا '۵۶ · آلوز '۹۰ | گزارش | مجیدی '۷۴ | ورزشگاه: سحیم بن حمد تماشاگران: ۲۰۰۰ داور: مالک عبدالبشیر |

| ۲ اردیبهشت ۱۳۸۸ ۴ | استقلال                                           | ۱ – ۱ | ام صلال                                                      | تهران، ایران                                                |
| ۱۶:۰۰             | برهانی ۴۴' · کوشکی '۴۵ · اکبرپور '۷۲ · تقی‌پور '۷۹ | گزارش | محمد موسی '۴۴ · مصطفی عدن '۶۹ · قانم ۷۰' · ابراهیم نادیا '۷۱ | ورزشگاه: آزادی تهران تماشاگران: ۲۷٬۱۶۵ داور: عبداله الهلالی |

| ۱۵ اردیبهشت ۱۳۸۸ ۵ | استقلال                                                        | ۱ – ۱ | الاتحاد                           | تهران، ایران                                           |
| ۱۷:۰۰              | طالب‌لو '۴۳ · تقی‌پور '۴۸ · حیدری '۷۱ · قربانی '۷۳ · علیزاده ۸۹' | گزارش | هشام ابوچرانه ۸۰' · محمد سالم '۵۸ | ورزشگاه: آزادی تهران تماشاگران: ۱۵٬۸۸۵ داور: محسن بسما |

| ۲۹ اردیبهشت ۱۳۸۸ ۶ | الجزیره                                                               | ۲ – ۲ | استقلال                       | ابوظبی، امارات                                          |
| ۲۱:۰۰              | علی مبخوت ۴۹' · محسن سعد ۷۰' · سلطان صالح '۷۶ · احمد محمد مبارک '۲+۹۰ | گزارش | علیزاده ۷۹' · شکوری ۸۴' '۲+۹۰ | ورزشگاه: محمد بن زاید تماشاگران: ۱٬۶۰۰ داور: سان بائوجی |

#### جدول گروه C و نتایج گروه
| تیم             | بازی | برد | تساوی | باخت | گل‌زده | گل‌خورده | تفاضل‌گل | امتیاز |
| --------------- | ---- | --- | ----- | ---- | ----- | ------- | ------- | ------ |
| الاتحاد عربستان | ۶    | ۳   | ۳     | ۰    | ۱۴    | ۴       | ۱۰+     | ۱۲     |
| ام صلال         | ۶    | ۲   | ۲     | ۲    | ۶     | ۱۳      | ۷-      | ۸      |
| الجزیره         | ۶    | ۰   | ۵     | ۱    | ۶     | ۷       | ۱-      | ۵      |
| استقلال         | ۶    | ۰   | ۴     | ۲    | ۶     | ۸       | ۲-      | ۴      |

| ميزبان / ميهمان۱ | استقلال | اتح | اجز | امص |
| استقلال          |         | ۱–۱ | ۱–۱ | ۱–۱ |
| الاتحاد          | ۲–۱     |     | ۱–۱ | ۷–۰ |
| الجزيره          | ۲–۲     | ۰–۰ |     | ۰–۱ |
| ام صلال          | ۱–۰     | ۱–۳ | ۲–۲ |     |

## آمار

### عملکرد کلی تیم در فصل
| رقابت                  | اولین بازی    | آخرین بازی       | شروع دور          | جایگاه نهایی     | آمار | آمار | آمار | آمار | آمار | آمار | آمار | آمار   |
| رقابت                  | اولین بازی    | آخرین بازی       | شروع دور          | جایگاه نهایی     | بازی | ب    | ت    | ش    | گ‌ز   | گ‌خ   | ت‌گ   | % برد  |
| ---------------------- | ------------- | ---------------- | ----------------- | ---------------- | ---- | ---- | ---- | ---- | ---- | ---- | ---- | ------ |
| لیگ برتر ۸۸–۱۳۸۷       | ۱۵ مرداد ۱۳۸۷ | ۶ اردیبهشت ۱۳۸۸  | هفته ۱            | قهرمان           | ۳۴   | ۱۹   | ۹    | ۶    | ۷۰   | ۳۴   | ۳۶+  | ۰۵۶    |
| جام حذفی ۸۸–۱۳۸۷       | ۵ آذر ۱۳۸۷    | ۱۰ اردیبهشت ۱۳۸۸ | یک‌ سی و دوم نهایی | یک‌شانزدهم نهایی  | ۲    | ۱    | ۱    | ۰    | ۱۰   | ۳    | ۷+   | ۰۵۰    |
| لیگ قهرمانان آسیا ۲۰۰۹ | ۲۱ اسفند ۱۳۸۷ | ۲۹ اردیبهشت ۱۳۸۸ | مرحله گروهی       | عدم صعود از گروه | ۶    | ۰    | ۴    | ۲    | ۶    | ۸    | ۲−   | ۰۰۰٫۰۰ |
| مجموع                  | مجموع         | مجموع            | مجموع             | مجموع            | ۴۲   | ۲۰   | ۱۴   | ۸    | ۸۶   | ۴۵   | ۴۱+  | ۰۴۸    |

منبع: رقابت‌ها

### دست‌آوردها در خانه و بیرون
| مجموع | مجموع  | مجموع | مجموع | مجموع | مجموع | مجموع | مجموع | خانه | خانه | خانه | خانه | خانه | خانه | مهمان | مهمان | مهمان | مهمان | مهمان | مهمان |
| بازی  | امتیاز | پ     | ت     | ش     | گ‌ز    | گ‌خ    | ت‌گ    | پ    | ت    | ش    | گ‌ز   | گ‌خ   | ت‌گ   | پ     | ت     | ش     | گ‌ز    | گ‌خ    | ت‌گ    |
| ----- | ------ | ----- | ----- | ----- | ----- | ----- | ----- | ---- | ---- | ---- | ---- | ---- | ---- | ----- | ----- | ----- | ----- | ----- | ----- |
| ۳۴    | ۶۶     | ۱۹    | ۹     | ۶     | ۷۰    | ۳۴    | ۳۶+   | ۱۲   | ۵    | ۱    | ۴۱   | ۱۴   | ۲۷+  | ۷     | ۴     | ۵     | ۲۹    | ۲۰    | ۹+    |

آخرین بروزرسانی: پایان فصل

منبع: IPLstats Home
IPLstats Away

پ = پیروزی؛ ت = تساوی؛ ش = شکست؛ گ‌ز = گل زده؛ گ‌خ = گل خورده؛ ت‌گ = تفاضل گل

### دستاوردها در لیگ برتر در خانه و بیرون
| نتایج استقلال در لیگ برتر بر اساس ورزشگاه‌های میزبان و مهمان | نتایج استقلال در لیگ برتر بر اساس ورزشگاه‌های میزبان و مهمان | نتایج استقلال در لیگ برتر بر اساس ورزشگاه‌های میزبان و مهمان | نتایج استقلال در لیگ برتر بر اساس ورزشگاه‌های میزبان و مهمان | نتایج استقلال در لیگ برتر بر اساس ورزشگاه‌های میزبان و مهمان | نتایج استقلال در لیگ برتر بر اساس ورزشگاه‌های میزبان و مهمان | نتایج استقلال در لیگ برتر بر اساس ورزشگاه‌های میزبان و مهمان | نتایج استقلال در لیگ برتر بر اساس ورزشگاه‌های میزبان و مهمان | نتایج استقلال در لیگ برتر بر اساس ورزشگاه‌های میزبان و مهمان |
|                                                             | بازی                                                        | برد                                                         | مساوی                                                       | باخت                                                        | امتیاز                                                      | زده                                                         | خورده                                                       | تفاضل                                                       |
| ----------------------------------------------------------- | ----------------------------------------------------------- | ----------------------------------------------------------- | ----------------------------------------------------------- | ----------------------------------------------------------- | ----------------------------------------------------------- | ----------------------------------------------------------- | ----------------------------------------------------------- | ----------------------------------------------------------- |
| در ورزشگاه آزادی                                            | ۲۰                                                          | ۱۴                                                          | ۵                                                           | ۱                                                           | ۴۷                                                          | ۴۹                                                          | ۱۶                                                          | ۳۳+                                                         |
| در دیگر ورزشگاه‌ها                                           | ۱۴                                                          | ۵                                                           | ۵                                                           | ۵                                                           | ۱۹                                                          | ۲۱                                                          | ۱۸                                                          | ۳+                                                          |

### نمایش بازیکنان
| حضور بازیکنان استقلال در تمامی مسابقات فصل ۸۸–۱۳۸۷ | حضور بازیکنان استقلال در تمامی مسابقات فصل ۸۸–۱۳۸۷ | حضور بازیکنان استقلال در تمامی مسابقات فصل ۸۸–۱۳۸۷ | حضور بازیکنان استقلال در تمامی مسابقات فصل ۸۸–۱۳۸۷ | حضور بازیکنان استقلال در تمامی مسابقات فصل ۸۸–۱۳۸۷ | حضور بازیکنان استقلال در تمامی مسابقات فصل ۸۸–۱۳۸۷ | حضور بازیکنان استقلال در تمامی مسابقات فصل ۸۸–۱۳۸۷ | حضور بازیکنان استقلال در تمامی مسابقات فصل ۸۸–۱۳۸۷ | حضور بازیکنان استقلال در تمامی مسابقات فصل ۸۸–۱۳۸۷ | حضور بازیکنان استقلال در تمامی مسابقات فصل ۸۸–۱۳۸۷ | حضور بازیکنان استقلال در تمامی مسابقات فصل ۸۸–۱۳۸۷ | حضور بازیکنان استقلال در تمامی مسابقات فصل ۸۸–۱۳۸۷ | حضور بازیکنان استقلال در تمامی مسابقات فصل ۸۸–۱۳۸۷ | حضور بازیکنان استقلال در تمامی مسابقات فصل ۸۸–۱۳۸۷ | حضور بازیکنان استقلال در تمامی مسابقات فصل ۸۸–۱۳۸۷ | حضور بازیکنان استقلال در تمامی مسابقات فصل ۸۸–۱۳۸۷ | حضور بازیکنان استقلال در تمامی مسابقات فصل ۸۸–۱۳۸۷ |
| شماره                                              | پُست                                                | بازیکنان                                           | لیگ برتر                                           | لیگ برتر                                           | لیگ برتر                                           | جام حذفی                                           | جام حذفی                                           | جام حذفی                                           | لیگ قهرمانان                                       | لیگ قهرمانان                                       | لیگ قهرمانان                                       | مجموع                                              | مجموع                                              | مجموع                                              | کارت                                               | کارت                                               |
| شماره                                              | پُست                                                | بازیکنان                                           | بازی                                               | زمان                                               | کارت زرد                                           | بازی                                               | زمان                                               | کارت زرد                                           | بازی                                               | زمان                                               | کارت زرد                                           | بازی                                               | زمان                                               | کارت زرد                                           | کارت زرد دوم و اخراج                               | کارت قرمز مستقیم                                   |
| -------------------------------------------------- | -------------------------------------------------- | -------------------------------------------------- | -------------------------------------------------- | -------------------------------------------------- | -------------------------------------------------- | -------------------------------------------------- | -------------------------------------------------- | -------------------------------------------------- | -------------------------------------------------- | -------------------------------------------------- | -------------------------------------------------- | -------------------------------------------------- | -------------------------------------------------- | -------------------------------------------------- | -------------------------------------------------- | -------------------------------------------------- |
| ۱                                                  | دروازه‌بان                                          | وحید طالب‌لو                                        | ۳۳                                                 | ۲۹۷۰                                               | ۰                                                  | ۱                                                  | ۹۰                                                 | ۰                                                  | ۵                                                  | ۴۵۰                                                | ۲                                                  | ۳۹ (۳۹)                                            | ۳۵۱۰                                               | ۲                                                  | ۰                                                  | ۰                                                  |
| ۲                                                  | مدافع                                              | خسرو حیدری                                         | ۳۳                                                 | ۲۹۵۴                                               | ۴                                                  | ۱                                                  | ۶۷                                                 | ۰                                                  | ۶                                                  | ۵۴۰                                                | ۱                                                  | ۴۰ (۴۰)                                            | ۳۵۶۱                                               | ۵                                                  | ۰                                                  | ۰                                                  |
| ۳                                                  | مدافع                                              | مهدی امیرآبادی                                     | ۲۵                                                 | ۱۵۶۲                                               | ۳                                                  | ۲                                                  | ۲۱۰                                                | ۰                                                  | ۲                                                  | ۱۱۱                                                | ۰                                                  | ۲۹ (۱۹)                                            | ۱۸۸۳                                               | ۳                                                  | ۰                                                  | ۰                                                  |
| ۴                                                  | هافبک                                              | حسین کاظمی                                         | ۲۹                                                 | ۲۶۱۰                                               | ۵                                                  | ۲                                                  | ۱۱۱                                                | ۰                                                  | ۶                                                  | ۵۴۰                                                | ۱                                                  | ۳۷ (۳۶)                                            | ۳۲۶۱                                               | ۶                                                  | ۰                                                  | ۰                                                  |
| ۵                                                  | مدافع                                              | بیژن کوشکی                                         | ۲۵                                                 | ۲۰۶۶                                               | ۲                                                  | ۱                                                  | ۹۰                                                 | ۰                                                  | ۴                                                  | ۳۳۰                                                | ۱                                                  | ۳۰ (۲۸)                                            | ۲۴۸۶                                               | ۳                                                  | ۰                                                  | ۰                                                  |
| ۶                                                  | مدافع                                              | هادی شکوری                                         | ۲۱                                                 | ۱۵۶۵                                               | ۲                                                  | ۱                                                  | ۸۸                                                 | ۰                                                  | ۵                                                  | ۳۶۴                                                | ۱                                                  | ۲۷ (۲۲)                                            | ۲۰۱۷                                               | ۳                                                  | ۰                                                  | ۰                                                  |
| ۷                                                  | مهاجم                                              | فرهاد مجیدی                                        | ۲۳                                                 | ۱۲۲۱                                               | ۶                                                  | ۲                                                  | ۱۳۱                                                | ۱                                                  | ۵                                                  | ۳۳۲                                                | ۱                                                  | ۳۰ (۱۶)                                            | ۱۶۸۴                                               | ۸                                                  | ۱                                                  | ۰                                                  |
| ۸                                                  | هافبک                                              | مجتبی جباری                                        | ۲۲                                                 | ۱۷۸۷                                               | ۳                                                  | ۰                                                  | ۰                                                  | ۰                                                  | ۱                                                  | ۶۷                                                 | ۰                                                  | ۲۳ (۲۰)                                            | ۱۸۵۴                                               | ۳                                                  | ۰                                                  | ۰                                                  |
| ۹                                                  | مهاجم                                              | آرش برهانی                                         | ۳۰                                                 | ۲۰۲۱                                               | ۰                                                  | ۱                                                  | ۹۰                                                 | ۰                                                  | ۶                                                  | ۴۵۵                                                | ۰                                                  | ۳۷ (۳۰)                                            | ۲۵۶۶                                               | ۰                                                  | ۰                                                  | ۰                                                  |
| ۱۰                                                 | مهاجم                                              | سیاوش اکبرپور                                      | ۳۱                                                 | ۲۶۲۸                                               | ۶                                                  | ۰                                                  | ۰                                                  | ۰                                                  | ۶                                                  | ۵۳۶                                                | ۱                                                  | ۳۷ (۳۶)                                            | ۳۱۶۴                                               | ۷                                                  | ۰                                                  | ۰                                                  |
| ۱۱                                                 | هافبک                                              | میثم منیعی                                         | ۱۹                                                 | ۹۷۰                                                | ۰                                                  | ۲                                                  | ۱۴۳                                                | ۰                                                  | ۲                                                  | ۳۱                                                 | ۰                                                  | ۲۳ (۱۲)                                            | ۱۱۴۴                                               | ۰                                                  | ۰                                                  | ۰                                                  |
| ۱۲                                                 | مهاجم                                              | احمد خذیراوی                                       | ۳                                                  | ۱۳                                                 | ۰                                                  | ۱                                                  | ۹۰                                                 | ۰                                                  | ۱                                                  | ۵                                                  | ۰                                                  | ۵ (۱)                                              | ۱۰۸                                                | ۰                                                  | ۰                                                  | ۰                                                  |
| ۱۳                                                 | مدافع                                              | ابراهیم تقی‌پور                                     | ۸                                                  | ۳۵۲                                                | ۰                                                  | ۱                                                  | ۱۲۰                                                | ۰                                                  | ۲                                                  | ۱۱۳                                                | ۲                                                  | ۱۱ (۵)                                             | ۵۸۵                                                | ۲                                                  | ۰                                                  | ۱                                                  |
| ۱۶                                                 | مدافع                                              | هاشم بیک‌زاده                                       | ۱۲                                                 | ۷۷۴                                                | ۱                                                  | ۱                                                  | ۷۵                                                 | ۰                                                  | ۵                                                  | ۴۵۰                                                | ۰                                                  | ۱۸ (۱۵)                                            | ۱۲۹۹                                               | ۱                                                  | ۰                                                  | ۰                                                  |
| ۱۸                                                 | هافبک                                              | مهرداد پولادی                                      | ۱۰                                                 | ۲۵۸                                                | ‍۱                                                   | ۲                                                  | ۱۱۷                                                | ۱                                                  | ۰                                                  | ۰                                                  | ۰                                                  | ۱۲ (۶)                                             | ۳۷۵                                                | ۲                                                  | ۰                                                  | ۰                                                  |
| ۱۹                                                 | هافبک                                              | علی علیزاده                                        | ۲۳                                                 | ۱۰۳۱                                               | ۵                                                  | ۱                                                  | ۱۲۰                                                | ۱                                                  | ۴                                                  | ۱۰۰                                                | ۰                                                  | ۲۸ (۹)                                             | ۱۲۵۱                                               | ۶                                                  | ۰                                                  | ۰                                                  |
| ۲۰                                                 | مدافع                                              | پیروز قربانی                                       | ۳۱                                                 | ۲۷۷۴                                               | ۵                                                  | ۲                                                  | ۲۱۰                                                | ۰                                                  | ۴                                                  | ۳۶۰                                                | ۱                                                  | ۳۷ (۳۷)                                            | ۳۳۴۴                                               | ۶                                                  | ۱                                                  | ۰                                                  |
| ۲۱                                                 | هافبک                                              | میلاد نوری                                         | ۲                                                  | ۳۵                                                 | ۰                                                  | ۲                                                  | ۶۸                                                 | ۰                                                  | ۰                                                  | ۰                                                  | ۰                                                  | ۴ (۲)                                              | ۱۰۳                                                | ۰                                                  | ۰                                                  | ۰                                                  |
| ۲۳                                                 | هافبک                                              | امیدرضا روانخواه                                   | ۴                                                  | ۱۹۴                                                | ۲                                                  | ۰                                                  | ۰                                                  | ۰                                                  | ۵                                                  | ۲۱۰                                                | ۰                                                  | ۹ (۷)                                              | ۴۰۴                                                | ۲                                                  | ۰                                                  | ۰                                                  |
| ۲۸                                                 | هافبک                                              | رینالدو کروزادو                                    | ۱                                                  | ۷                                                  | ۰                                                  | ۰                                                  | ۰                                                  | ۰                                                  | ۰                                                  | ۰                                                  | ۰                                                  | ۱ (۰)                                              | ۷                                                  | ۰                                                  | ۰                                                  | ۰                                                  |
| ۲۹                                                 | هافبک                                              | یدالله اکبری                                       | ۱۳                                                 | ۵۴۰                                                | ۲                                                  | ۱                                                  | ۱۲۰                                                | ۱                                                  | ۰                                                  | ۰                                                  | ۰                                                  | ۱۴ (۷)                                             | ۶۶۰                                                | ۳                                                  | ۱                                                  | ۰                                                  |
| ۳۱                                                 | دروازه‌بان                                          | اشکان نامداری                                      | ۱                                                  | ۹۰                                                 | ۰                                                  | ۱                                                  | ۱۲۰                                                | ۰                                                  | ۱                                                  | ۹۰                                                 | ۰                                                  | ۳ (۳)                                              | ۳۰۰                                                | ۰                                                  | ۰                                                  | ۱                                                  |
| ۳۳                                                 | مدافع                                              | پژمان منتظری                                       | ۲۸                                                 | ۲۴۷۰                                               | ۱                                                  | ۱                                                  | ۹۰                                                 | ۰                                                  | ۴                                                  | ۳۶۰                                                | ۰                                                  | ۳۳ (۳۳)                                            | ۲۹۲۰                                               | ۱                                                  | ۰                                                  | ۰                                                  |
| ۳۷                                                 | هافبک                                              | فابیو جانواریو                                     | ۲۵                                                 | ۲۱۲۱                                               | ۶                                                  | ۱                                                  | ۶۷                                                 | ۱                                                  | ۵                                                  | ۴۴۰                                                | ۱                                                  | ۳۱ (۳۱)                                            | ۲۶۲۸                                               | ۸                                                  | ۰                                                  | ۰                                                  |
| ۴۰                                                 | مهاجم                                              | علیرضا عباسفرد                                     | ۱۵                                                 | ۵۹۹                                                | ۲                                                  | ۱                                                  | ۹۳                                                 | ۰                                                  | ۳                                                  | ۲۸                                                 | ۰                                                  | ۱۹ (۸)                                             | ۷۲۰                                                | ۲                                                  | ۰                                                  | ۰                                                  |

اعداد آبی رنگ: تعداد حضور در ترکیب اصلی استقلال

### گل‌زن‌ها
| گل‌زن‌های استقلال در فصل ۸۸–۱۳۸۷ | گل‌زن‌های استقلال در فصل ۸۸–۱۳۸۷ | گل‌زن‌های استقلال در فصل ۸۸–۱۳۸۷ | گل‌زن‌های استقلال در فصل ۸۸–۱۳۸۷ | گل‌زن‌های استقلال در فصل ۸۸–۱۳۸۷ | گل‌زن‌های استقلال در فصل ۸۸–۱۳۸۷ | گل‌زن‌های استقلال در فصل ۸۸–۱۳۸۷ |
| رده                            | پُست                            | نام                            | لیگ برتر                       | جام حذفی                       | لیگ قهرمانان                   | کل                             |
| ------------------------------ | ------------------------------ | ------------------------------ | ------------------------------ | ------------------------------ | ------------------------------ | ------------------------------ |
| ۱                              | مهاجم                          | آرش برهانی                     | ۲۱ (۳)                         | ۵ (۱)                          | ۲                              | ۲۸                             |
| ۲                              | مهاجم                          | سیاوش اکبرپور                  | ۱۲                             | ۰                              | ۰                              | ۱۲                             |
| ۳                              | هافبک                          | مجتبی جباری                    | ۸ (۱)                          | ۰                              | ۰                              | ۸                              |
| ۴                              | هافبک                          | حسین کاظمی                     | ۶                              | ۰                              | ۱                              | ۷                              |
| ۵                              | مدافع                          | پیروز قربانی                   | ۵                              | ۰                              | ۰                              | ۵                              |
| ۶                              | مهاجم                          | علیرضا عباسفرد                 | ۴                              | ۰                              | ۰                              | ۴                              |
| ۶                              | هافبک                          | فابیو جانواریو                 | ۴                              | ۰                              | ۰                              | ۴                              |
| ۶                              | مهاجم                          | فرهاد مجیدی                    | ۳                              | ۱                              | ۰                              | ۴                              |
| ۶                              | مهاجم                          | علی علیزاده                    | ۱                              | ۱                              | ۲                              | ۴                              |
| ۱۰                             | مدافع                          | مهدی امیرآبادی                 | ۲                              | ۱                              | ۰                              | ۳                              |
| ۱۱                             | هافبک                          | هاشم بیک‌زاده                   | ۱                              | ۰                              | ۰                              | ۱                              |
| ۱۱                             | مدافع                          | خسرو حیدری                     | ۱                              | ۰                              | ۰                              | ۱                              |
| ۱۱                             | مدافع                          | هادی شکوری                     | ۰                              | ۰                              | ۱                              | ۱                              |
| ۱۱                             | مهاجم                          | احمد خدیراوی                   | ۰                              | ۱ (۱)                          | ۰                              | ۱                              |
| ۱۱                             | هافبک                          | میلاد نوری                     | ۰                              | ۱                              | ۰                              | ۱                              |
| گل به خودی                     | گل به خودی                     | گل به خودی                     | ۲                              | ۰                              | ۰                              | ۲                              |
| کل                             | کل                             | کل                             | ۷۰                             | ۱۰                             | ۶                              | ۸۶                             |

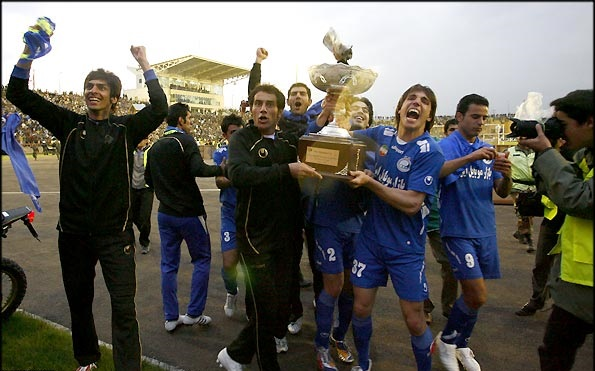
فابیو جانواریو زننده گل قهرمانی استقلال در بازی با پیام مشهد

اعداد آبی رنگ: تعداد گلهای زده شده از نقطه پنالتی
** گل به خودی بازیکنان حریف:
۱- صمد زارع بازیکن برق شیراز در بازی هفته پنجم لیگ برتر
۲- مهدی نوری بازیکن داماش گیلان در بازی هفته نوزدهم لیگ برتر

### پاس گل
| پاس گل‌های استقلال در فصل ۸۸–۱۳۸۷ | پاس گل‌های استقلال در فصل ۸۸–۱۳۸۷ | پاس گل‌های استقلال در فصل ۸۸–۱۳۸۷ | پاس گل‌های استقلال در فصل ۸۸–۱۳۸۷ | پاس گل‌های استقلال در فصل ۸۸–۱۳۸۷ | پاس گل‌های استقلال در فصل ۸۸–۱۳۸۷ | پاس گل‌های استقلال در فصل ۸۸–۱۳۸۷ | پاس گل‌های استقلال در فصل ۸۸–۱۳۸۷ |
| رتبه                             | پُست                              | بازیکنان                         | لیگ برتر                         | جام حذفی                         | لیگ قهرمانان                     | جمع                              | گرفتن پنالتی                     |
| -------------------------------- | -------------------------------- | -------------------------------- | -------------------------------- | -------------------------------- | -------------------------------- | -------------------------------- | -------------------------------- |
| ۱                                | مدافع                            | خسرو حیدری                       | ۸                                | ۰                                | ۲                                | ۱۰                               | ۲                                |
| ۲                                | هافبک                            | میثم منیعی                       | ۷                                | ۲                                | ۰                                | ۹                                | ۰                                |
| ۳                                | هافبک                            | فابیو جانواریو                   | ۷                                | ۱                                | ۰                                | ۸                                | ۰                                |
| ۴                                | مهاجم                            | سیاوش اکبرپور                    | ۵                                | ۰                                | ۱                                | ۶                                | ۲                                |
| ۵                                | هافبک                            | مجتبی جباری                      | ۵                                | ۰                                | ۰                                | ۵                                | ۰                                |
| ۶                                | مهاجم                            | فرهاد مجیدی                      | ۴                                | ۰                                | ۰                                | ۴                                | ۲                                |
| ۶                                | مهاجم                            | آرش برهانی                       | ۳                                | ۰                                | ۱                                | ۴                                | ۲                                |
| ۶                                | مدافع                            | هاشم بیک‌زاده                     | ۳                                | ۰                                | ۱                                | ۴                                | ۰                                |
| ۹                                | مهاجم                            | علی علیزاده                      | ۳                                | ۰                                | ۰                                | ۳                                | ۱                                |
| ۹                                | مدافع                            | مهدی امیرآبادی                   | ۲                                | ۱                                | ۰                                | ۳                                | ۰                                |
| ۱۱                               | مهاجم                            | علیرضا عباسفرد                   | ۲                                | ۰                                | ۰                                | ۲                                | ۱                                |
| ۱۱                               | هافبک                            | حسین کاظمی                       | ۲                                | ۰                                | ۰                                | ۲                                | ۰                                |
| ۱۱                               | هافبک                            | یداله اکبری                      | ۲                                | ۰                                | ۰                                | ۲                                | ۰                                |
| ۱۴                               | مدافع                            | پیروز قربانی                     | ۱                                | ۰                                | ۰                                | ۱                                | ۰                                |
| ۱۴                               | هافبک                            | مهرداد پولادی                    | ۱                                | ۰                                | ۰                                | ۱                                | ۰                                |
| ۱۴                               | هافبک                            | میلاد نوری                       | ۰                                | ۱                                | ۰                                | ۱                                | ۰                                |
| ۱۴                               | مهاجم                            | احمد خدیراوی                     | ۰                                | ۱                                | ۰                                | ۱                                | ۱                                |
| جمع                              | جمع                              | جمع                              | ۵۵                               | ۶                                | ۵                                | ۶۶                               | ۱۱                               |

- از مجموع چهارده پنالتی اعلام شده در این فصل هفت ضربه پنالتی گل نشده‌است.
- یازده پنالتی به خاطر خطا بر روی بازیکنان استقلال و سه پنالتی نیز به خاطر خطای هند بازیکنان حریفان اعلام شده است.

### گل‌های لیگ برتر بر حسب شش بازه زمانی
| زمان بندی گل‌های استقلال | زمان بندی گل‌های استقلال | زمان بندی گل‌های استقلال | زمان بندی گل‌های استقلال |
| بازه زمانی              | گل زده                  | بازه زمانی              | گل خورده                |
| ----------------------- | ----------------------- | ----------------------- | ----------------------- |
| ۱۵ دقیقه اول            | ۴                       | ۱۵ دقیقه اول            | ۵                       |
| ۱۵ دقیقه دوم            | ۶                       | ۱۵ دقیقه دوم            | ۱۲                      |
| ۱۵ دقیقه سوم            | ۱۷                      | ۱۵ دقیقه سوم            | ۲                       |
| اضافی نیمه اول          | ۰                       | اضافی نیمه اول          | ۰                       |
| جمع نیمه اول            | ۲۷                      | جمع نیمه اول            | ۱۹                      |
| ۱۵ دقیقه چهارم          | ۱۳                      | ۱۵ دقیقه چهارم          | ‍۱                        |
| ۱۵ دقیقه پنجم           | ۱۷                      | ۱۵ دقیقه پنجم           | ۵                       |
| ۱۵ دقیقه ششم            | ۱۰                      | ۱۵ دقیقه ششم            | ۴                       |
| اضافی نیمه دوم          | ۳                       | اضافی نیمه دوم          | ۵                       |
| جمع نیمه دوم            | ۴۳                      | جمع نیمه دوم            | ۱۵                      |

### عملکرد دروازه‌بان‌ها
| عملکرد دروازه‌بان‌های استقلال در فصل ۸۸–۱۳۸۷ | عملکرد دروازه‌بان‌های استقلال در فصل ۸۸–۱۳۸۷ | عملکرد دروازه‌بان‌های استقلال در فصل ۸۸–۱۳۸۷ | عملکرد دروازه‌بان‌های استقلال در فصل ۸۸–۱۳۸۷ | عملکرد دروازه‌بان‌های استقلال در فصل ۸۸–۱۳۸۷ | عملکرد دروازه‌بان‌های استقلال در فصل ۸۸–۱۳۸۷ | عملکرد دروازه‌بان‌های استقلال در فصل ۸۸–۱۳۸۷ | عملکرد دروازه‌بان‌های استقلال در فصل ۸۸–۱۳۸۷ | عملکرد دروازه‌بان‌های استقلال در فصل ۸۸–۱۳۸۷ | عملکرد دروازه‌بان‌های استقلال در فصل ۸۸–۱۳۸۷ | عملکرد دروازه‌بان‌های استقلال در فصل ۸۸–۱۳۸۷ | عملکرد دروازه‌بان‌های استقلال در فصل ۸۸–۱۳۸۷ | عملکرد دروازه‌بان‌های استقلال در فصل ۸۸–۱۳۸۷ | عملکرد دروازه‌بان‌های استقلال در فصل ۸۸–۱۳۸۷ |
|                                            |                                            | لیگ برتر                                   | لیگ برتر                                   | لیگ برتر                                   | جام حذفی                                   | جام حذفی                                   | جام حذفی                                   | لیگ قهرمانان                               | لیگ قهرمانان                               | لیگ قهرمانان                               | مجموع                                      | مجموع                                      | مجموع                                      |
| رتبه                                       | نام                                        | بازی                                       | گل‌خورده                                    | ک‌ش                                         | بازی                                       | گل‌خورده                                    | ک‌ش                                         | بازی                                       | گل‌خورده                                    | ک‌ش                                         | بازی                                       | گل‌خورده                                    | ک‌ش                                         |
| ------------------------------------------ | ------------------------------------------ | ------------------------------------------ | ------------------------------------------ | ------------------------------------------ | ------------------------------------------ | ------------------------------------------ | ------------------------------------------ | ------------------------------------------ | ------------------------------------------ | ------------------------------------------ | ------------------------------------------ | ------------------------------------------ | ------------------------------------------ |
| ۱                                          | وحید طالب‌لو                                | ۳۳                                         | ۳۳                                         | ۱۱                                         | ۱                                          | ۱                                          | ۰                                          | ۵                                          | ۶                                          | ۰                                          | ۳۹                                         | ۴۰                                         | ۱۱                                         |
| ۲                                          | اشکان نامداری                              | ۱                                          | ۱                                          | ۰                                          | ۱                                          | ۲                                          | ۰                                          | ۱                                          | ۲                                          | ۰                                          | ۳                                          | ۵                                          | ۰                                          |
| مجموع                                      | مجموع                                      | ۳۴                                         | ۳۴                                         | ۱۱                                         | ۲                                          | ۳                                          | ۰                                          | ۶                                          | ۸                                          | ۰                                          | ۴۲                                         | ۴۵                                         | ۱۱                                         |

### کاپیتان‌های فصل
| کاپیتان‌های استقلال در فصل ۸۸–۱۳۸۷ | کاپیتان‌های استقلال در فصل ۸۸–۱۳۸۷ | کاپیتان‌های استقلال در فصل ۸۸–۱۳۸۷ | کاپیتان‌های استقلال در فصل ۸۸–۱۳۸۷ | کاپیتان‌های استقلال در فصل ۸۸–۱۳۸۷ | کاپیتان‌های استقلال در فصل ۸۸–۱۳۸۷ |
| رده                               | نام                               | لیگ برتر                          | جام حذفی                          | لیگ قهرمانان                      | جمع                               |
| --------------------------------- | --------------------------------- | --------------------------------- | --------------------------------- | --------------------------------- | --------------------------------- |
| ۱                                 | پیروز قربانی                      | ۲۲ (۷)                            | ۱                                 | ۲ (۱)                             | ۲۵                                |
| ۲                                 | فرهاد مجیدی                       | ۱۱ (۱۱)                           | ۱ (۱)                             | ۳ (۱)                             | ۱۵                                |
| ۳                                 | وحید طالب‌لو                       | ۱ (۲)                             | ۰                                 | ۱                                 | ۲                                 |
| ۴                                 | مهدی امیرآبادی                    | ۰                                 | ۰                                 | ۰ (۱)                             | ۰                                 |

* عددهای آبی رنگ: نشان دهنده دفعاتی است که آن بازیکن پس از تعویض کاپیتان اول، کاپیتان شده‌است و این کاپیتانی‌ها در ستون جمع محاسبه نشده‌است.